# Društvo slovenskih avdiovizualnih igralcev
Društvo slovenskih avdiovizualnih igralcev (kratica: DSI) je slovensko društvo, ki združuje slovenske igralce v avdiovizualnih delih. Ustanovljeno je bilo leta 2018, prvi predsednik pa je postal Sebastijan Cavazza. Društvo od leta 2021 podeljuje tudi stanovske nagrade.

## Društvene nagrade

### Nagrada Ita Rina
Nagrada, poimenovana po filmski igralki Iti Rina, se podeljuje za življenjsko delo.
- 2021: Ivo Barišič
- 2022: Silva Čušin
- 2023: Špela Rozin in Boris Cavazza
- 2024: Ivanka Mežan
- 2025: Milena Zupančič in Boris Juh

### Nagrada Veliki plan
Nagrada Veliki plan se podeljuje za najboljše igralske stvaritve.
| Leto | Nagrajenec     | Vloga                                 | Sklic |
| ---- | -------------- | ------------------------------------- | ----- |
| 2021 | Ajda Smrekar   | Nika Glavan v seriji V imenu ljudstva | [ 2 ] |
| 2021 | Urban Kuntarič | Sebastijan v seriji V imenu ljudstva  | [ 2 ] |

### Nagrada Glas risanke
| Leto | Nagrajenec | Vloga                                 | Sklic |
| ---- | ---------- | ------------------------------------- | ----- |
| 2021 | Rok Vihar  | Bučko v risani seriji Šola za pošasti | [ 2 ] |

### Nagrada LOK
Nagrada LOK se podeljuje za izjemno plesno stvaritev na filmskem in avdiovizualnem področju.
| Leto | Nagrajenec                | Sklic |
| ---- | ------------------------- | ----- |
| 2021 | Ustarjalci filma Circulat | [ 2 ] |

### Priznanje Kontraplan
Nagrada se podeljuje za "zaslužnega filmskega sodelavca, ki je s svojim delom pripomogel k odličnosti igralk in igralcev v avdiovizualni produkciji"
- 2021: Mojca Gorogranc Petrushevska, kreatorka maske